# Frederick Merriman
Frederick Harris Merriman  (ur. 18 maja 1873 w Chipping Campden, zm. 27 czerwca 1940 w Gloucester) – brytyjski przeciągacz liny, mistrz olimpijski.
Merriman startował na Letnich Igrzyskach Olimpijskich 1908 w Londynie. Podczas tych igrzysk sportowiec wraz z drużyną London Police Team zdobył złoto w przeciąganiu liny. Z kolegami wygrał spotkanie półfinałowe z brytyjską drużyną K Division Metropolitan Police Team stosunkiem punktów 2–0. W finale Merriman i jego drużyna pokonali swoich rodaków z Liverpoolu (Liverpool Police Team) również 2–0.
Była to jedyna konkurencja olimpijska, w której startował Merriman.